# Landesheimatbund Sachsen-Anhalt
Der Landesheimatbund Sachsen-Anhalt e.V. (LHBSA) ist der Sachsen-Anhalter Dachverband der Heimat- und Kulturvereine und betätigt sich inhaltlich in den Bereichen Bürgerschaftliches Engagement im Kulturbereich, Heimatforschung und Ortschroniken, Erinnerungskultur und Ehrenamt am Grünen Band, Alltagskulturen und immaterielles Kulturerbe, Industriekultur, sowie Niederdeutsch und mitteldeutsche Mundarten in Sachsen-Anhalt.
In Kooperation mit Landes- und Kommunalbehörden sowie anderen Verbänden setzt er sich für die Erhaltung, Erforschung, Pflege und zukunftsfähige Gestaltung Sachsen-Anhalter Kulturlandschaften ein. Der LHBSA ist einer von 18 Landesverbänden des Bundes Heimat und Umwelt (BHU) und wird institutionell vom Land Sachsen-Anhalt gefördert.

## Organisation
Der Verein besteht aus der leitenden Geschäftsstelle und einem siebenköpfigen Vorstand. Die Geschäftsstelle des LHBSA befindet sich in Halle (Saale). Er unterhält zudem seit 1993 ein Regionalbüro in der Landeshauptstadt Magdeburg. Der Landesheimatbund hat 338 Mitglieder, darunter 173 Heimat- und Kulturvereine, 7 Institutionen und 158 Einzelmitglieder (Stand August 2024). Unter dem Dach des LHBSA gibt es einige ehrenamtlich aktive Arbeitskreise, darunter die Numismatische Kommission Sachsen-Anhalt (gegründet 2022), den Arbeitskreis Regionale Musikkultur (2007), der Arbeitskreis Sprache und Flurnamenforschung (2002), die Volkskundliche Kommission für Sachsen-Anhalt (1999), sowie die Arbeitsgemeinschaft Regionale Baukultur (1991).

## Geschichte
Der LHBSA wurde am 27. Oktober 1990 in Anwesenheit von etwa 70 Teilnehmern in einem Versammlungsraum des ehemaligen „Hauses der Presse“ gegenüber vom Leipziger Turm in Halle (Saale) gegründet. Eduard Prinz von Anhalt wurde zum ersten Präsidenten gewählt. Arnfried Mocker, der diese Gründung im Vorhinein stark vorangetrieben hatte, wurde Geschäftsführer. Obwohl die notarielle Beurkundung mehr als zwei Monate nach der Wiedervereinigung der beiden deutschen Staaten erfolgte, wurde das Dokument noch mit einem offiziellen Stempel der zu diesem Zeitpunkt nicht mehr existierenden DDR besiegelt.
Seit September 1991 erscheint vierteljährlich das Sachsen-Anhalt-Journal (bis 2015: Sachsen-Anhalt. Journal für Natur- und Heimatfreunde, seit 2016 mit dem Untertitel Heimat bewegt), die Mitgliederzeitschrift des LHBSA. Die erste Geschäftsstelle bezog der Landesheimatbund in der Martinstraße in Halle. Um die Jahrtausendwende zog die Geschäftsstelle in die Große Steinstraße um, um schließlich, weitere zehn Jahre später, Büroräume in einer Stadtvilla an der Magdeburger Straße, ihrem heutigen Standort, zu beziehen.
In den unmittelbaren Nachwendejahren erhielt der LHBSA eine Anschubfinanzierung des Landesumweltministeriums, während er inzwischen in den Zuständigkeitsbereich der Staatskanzlei und des Ministeriums für Kultur des Landes Sachsen-Anhalt fällt.
Von 1996 bis 2020 betrieb der LHBSA in Kooperation mit der Harzklubzentrale, dem Landkreis und der Stadt Wernigerode das Zentrum HarzKultur, um das Erbe des noch zu DDR-Zeiten gegründeten Zentrums für Harzer Folklore zu erhalten.

## Arbeitsfelder und Selbstverständnis
Der Landesheimatbund Sachsen-Anhalt e.V. setzt sich für die Akteure der regionalen Kulturgeschichte, die Erfassung und Bewahrung von Bau- und Landschaftsdenkmälern, des immateriellen Kulturerbes, die Förderung des bürgerschaftlichen Engagements im Kulturbereich des Landes Sachsen-Anhalt, sowie die Pflege der niederdeutschen Sprache und der mitteldeutschen Mundarten ein.
Die Vermittlung erfolgt zum einen durch Veranstaltungen wie Mundart-Lesungen, Tagungen oder Exkursionen, zum anderen durch Publikationen. So werden verschiedene Schriftenreihen vom Landesheimatbund herausgegeben, darunter seit dem Jahr 1995 die Beiträge zur Regional- und Landeskultur Sachsen-Anhalts mit mittlerweile über 70 Bänden und seit 2004 die Beiträge zur Volkskunde für Sachsen-Anhalt mit fünf Bänden sowie seit 2008 die Heftreihe Treffpunkt Denkmal (mehr als fünf Hefte) und seit 2009 die Heftreihe Zur Erfassung von Kulturlandschaftselementen mit mehr als zehn Ausgaben.

### Vereinsnetzwerk
Das Netzwerk der Heimat- und Kulturvereine des LHBSA steht für kollegialen Erfahrungsaustausch auf Augenhöhe, Fort- und Weiterbildungen und die Wertschätzung des bürgerschaftlichen Engagements. In Regionalwerkstätten haben Engagierte als Mutmachende die Möglichkeit, ihre Erfahrungen und ihr Wissen weiterzugeben und werden motiviert, Bewährtes nachzumachen. Das Netzwerk versteht sich als Vermittler für lokale Experten und bietet Hilfe zur Selbsthilfe. Zentrales Treffen ist der seit 2022 jährlich stattfindende Tag der Heimat- und Kulturvereine. Im Frühjahr 2024 veranstaltete der LHBSA erstmals eine Woche der Heimat- und Kulturvereine in vier Orten an den äußersten Rändern des Bundeslandes.

### Heimatforschung und Ortschronik
Das Netzwerk für Heimatforscher des LHBSA verbindet Vereine und Engagierte, die die Orts- und Heimatgeschichte intensiv pflegen und erfüllt Aufgaben für das historische Ehrenamt. Dazu gehören seit 2019 die Konzeption und die Durchführung des Grundlagenkurses für Ortschronik und Heimatforschung. Weiterhin zählen Vernetzungsangebote, wie der seit 2021 jährlich stattfindende Tag der Heimatforschung, zum Programm des LHBSA. Zudem unterstützt das Netzwerk Digitalisierungsvorhaben im Bereich der Heimatforschung und versteht sich als Ansprechpartner, Vermittler und Ideengeber. Das Heimatforschernetz umfasst rund 350 Heimatforscher und Ortschronisten in Sachsen-Anhalt.

### Erinnerungskultur am Grünen Band
Das Grüne Band wurde nach dem Mauerfall auf Initiative des BUND als erstes gesamtdeutsches Naturschutzprojekt auf dem Gebiet der ehemaligen deutsch-deutschen Grenze gegründet. Seit 2019 ist der Abschnitt des Grünen Bandes in Sachsen-Anhalt als Nationales Naturmonument ausgewiesen. Unter dem Titel „Vom Todesstreifen zur Lebenslinie“ werden sowohl die Aufarbeitung der DDR-Geschichte als auch der Erhalt des Naturschutzgebietes realisiert. Im Rahmen des seit Sommer 2021 bestehenden Projektes zum Engagement am Grünen Band kümmert sich der LHBSA um die Vernetzung von Vereinen und Engagierten im Bereich der ehemaligen Grenze der DDR, die Koordination der ehrenamtlichen Arbeit, die Unterstützung von Landesinitiativen und der Erstellung eines Online-Multimediaportals, das die Arbeit dieser Akteur sowohl zur Erinnerungspolitik und historischen Aufarbeitung als auch zur Darstellung des Umweltschutzes dokumentiert und der interessierten Öffentlichkeit zur Verfügung stellt.

### Alltagskulturen und immaterielles Kulturerbe
Mit der Beratungsstelle für Alltagskulturen und Heimatpflege haben die Themen zum Alltagsleben und zur Kulturlandschaft in Sachsen-Anhalt ein eigenes Forum. Es steht für den Erhalt und eine neue Sichtbarkeit des lebendigen Kulturerbes. Beratungen zu Aufnahmen in das Landesverzeichnis des Immateriellen Kulturerbes in Sachsen-Anhalt und das Bundesweite Verzeichnis Immateriellen Kulturerbes der UNESCO sind fester Bestandteil.

### Industriekultur
Gemeinsam mit wechselnden anderen Institutionen und Kooperationspartnern in Sachsen-Anhalt (u. a. Museumsverband Sachsen-Anhalt, Landesamt für Denkmalpflege und Archäologie Sachsen-Anhalt, Ferropolis) bemüht sich der LHBSA seit Ende der 2010er Jahre um eine Vermessung und Bestandsaufnahme der Vergangenheit und Gegenwart der Industriekultur in Sachsen-Anhalt. Im Verständnis des LHBSA umfasst der Begriff Industriekultur nicht nur weithin sichtbare Industriebauten und deren Nachnutzung, sondern die gesamte Geschichtskultur der Arbeitswelt, inklusive der damit einhergehenden Transformation von Natur und Landschaft, der Industrienatur. Seit 2023 koordiniert das eigens ins Leben gerufene Netzwerk Industriekultur (NIK) in enger Kooperation mit dem Landesheimatbund die verschiedenen Akteure auf dem Gebiet des industriekulturellen Erbes.

### Regionalsprache Niederdeutsch und mitteldeutsche Mundarten
Die Beratungsstelle Niederdeutsch bietet in Kooperation mit der Arbeitsstelle Niederdeutsch an der Otto-von-Guericke-Universität Magdeburg vielfältige Aktivitäten zum Schutz und zur Förderung des Gebrauchs der niederdeutschen Regionalsprache in Sachsen-Anhalt. Die Beratungsstelle bildet dabei die Schnittstelle zwischen Forschung und Sprachpraxis, -kritik und -pflege. Kernaufgaben sind dabei unter anderem die Sichtbarmachung der niederdeutschen Sprache in Sachsen-Anhalt, die Vertretung der sprachpolitischen Interessen und die Vernetzung der Sprechergruppe. Seit 2023 betreut die Arbeitsstelle Niederdeutsch ein fortlaufendes Projekt an Sachsen-Anhalter Grundschulen, in dessen Rahmen Plattdeutsch-AGs finanziell und ideell gefördert werden.

## Mitglieder
Mitgliedsvereine im LHBSA sind unter anderem:
- der AKD Arbeitskreis Döllnitz
- der Akzente – Verein für Kultur, Jugend und Soziales Ballenstedt
- der Altmärkische Heimatbund
- der Altmärkische Verein für Vaterländische Geschichte und Industrie
- der AltmarkMacher
- der Anhaltische Heimatbund
- der Arbeitskreis Mühlen Sachsen-Anhalt
- die Archäologische Gesellschaft in Sachsen-Anhalt
- der Ascherslebener Kunst- und Kulturverein
- die Astronomische Station Johannes Kepler Kanena
- das Biosphärenreservat Karstlandschaft Südharz
- die Biosphärenreservatsverwaltung Drömling Sachsen-Anhalt
- der Bürgermeisterhof Salzwedel
- die Brachwitzer Alpen
- die Deutsche Buchsbaumgesellschaft mit dem Buxarium im Gutspark Iden
- die Deutsche Wasserhistorische Gesellschaft
- die Dorfclubs Cattenstedt und Neuplatendorf
- der Emmeringer Kirche und Kunst
- der Förderverein Stadt und Kloster Jerichow
- der Förderverein Gut Mößlitz
- der Förderverein Schloss Hessen
- der Förderverein Hummelberg-Turm
- der Förderverein Magdeburger Dommuseum
- der Förderverein Randau
- der Förderverein Technisches Denkmal Ziegelei Hundisburg
- der Förderverein Wasserburg Egeln
- der Förderverein zur Erhaltung und Nutzung der Dorfkirche zu Wilsleben
- der Garnisonsverein Quedlinburg
- Gartenträume – Historische Parks in Sachsen-Anhalt
- die Forschungsstätte für Frühromantik und Novalis Museum
- der Geschichts- und Altertumsverein für Zeitz und Umgebung
- der Geschichtsverein für Halberstadt und das nördliche Harzvorland – Förderverein des Städtischen Museums
- die Gesellschaft zur Förderung des Schlosses Moritzburg Zeitz
- der Gesteinsgarten Gommern
- das Hallesche Salinemuseum
- der Harzklub
- der Heimat- und Geschichtsverein Brehna
- die Kultur- und Heimatvereine Alsleben, Brachstedt, Branderoda, Burg und Umgebung, Cochstedt, Hausneindorf, Ilberstedt, Körbelitz, Lutherstadt Wittenberg und Umgebung, Mehringen, Nauendorf, Oesig, Schleberoda und Teuchern
- die Freunde der Halle-Hettstedter Eisenbahn e. V.
- die Initiative Kulturerbe Salzwedel
- das Kulturland Osterwieck
- die Kulturstiftung Sachsen-Anhalt
- die Kulturstiftung Wernigerode
- die Kultur-Nische Salzwedel
- der Landesverband der Bergmanns-, Hütten- und Knappenvereine Sachsen-Anhalt
- die .lkj – Landesvereinigung kulturelle Kinder- und Jugendbildung Sachsen-Anhalt
- die Mansfelder Bergwerksbahn
- der Natur- und Heimatverein Bismark/Kläden
- die Naumburger Weinbaugesellschaft 1835
- der Nienburger Wasserturm Verein
- das Kloster & Schloss Nienburg
- die Otto-von-Guericke-Gesellschaft
- die Pfingstgesellschaft Blankenheim
- der Questenverein
- das Schloss Ostrau
- das Schloss und Schlosspark Ballenstedt
- der Staßfurter Geschichtsverein
- der Tourismusverband Sachsen-Anhalt
- der Vahl-DORF-Leben
- der Verband Naturpark Unteres Saaletal
- der Verein Dübener Heide
- der Verein Gedenkstätte Hassenhausen 1806
- der Verein für Kirchengeschichte der Kirchenprovinz Sachsen
- Verschönerungsverein Aschersleben
- Verschönerungsverein Klietznick
- der Vorharzer Oldtimer- und Schlepperfreunde
- der Warsleber Bücherklub
- der Wir für Darnewitz